# Predore
Predore este o localitate italiană în regiunea Lombardia, provincia Bergamo. Are o populație de aproximativ 1886 de locuitori.

## Demografie
Predore - evoluția demografică

|  | Graficele sunt indisponibile din cauza unor probleme tehnice. Mai multe informații se găsesc la Phabricator și la wiki-ul MediaWiki. |

Date: Recensăminte sau birourile de statistică - grafică realizată de Wikipedia

1. ↑  Superficie di Comuni Province e Regioni italiane al 9 ottobre 2011 (în italiană), Istituto Nazionale di Statistica, accesat în 16 martie 2019
2. ↑   https://it-ch.topographic-map.com/map-kgq3t6/Predore/?zoom=19&center=45.68055%2C10.01977&popup=45.6807%2C10.01955 Lipsește sau este vid: |title= (ajutor)